# Gail O’Grady
Gail O’Grady (ur. 23 stycznia 1963 w Detroit w stanie Michigan, USA) – amerykańska aktorka.

## Filmografia

### aktorka
- Ona będzie miała dziecko (1988, She's Having a Baby) jako Laura
- China Beach (1988–1991) jako Georgia Lee (1997)
- Nikt nie jest doskonały (1989, Nobody's Perfect) jako Shelly
- Parker Kane (1990) jako Cindy Kane
- People Like Us (1990) jako Rebecca Bailey
- Nowojorscy gliniarze (1993-2005, NYPD Blue) jako Donna Abandando (1993–1996)
- Sama przeciwko armii (1995, She Stood Alone: The Tailhook Scandal) jako Paula Coughlin
- Trial by Fire (1995) jako Paulette Gill
- Nic nie trwa wiecznie (1995, Nothing Lasts Forever) jako dr Page Taylor
- Chluba Boston Celtics (1996, Celtic Pride) jako Carol O’Hara
- Dwa słabe głosy (1997, Two Small Voices) jako Kathleen Anneken
- Ta podstępna miłość (1997, That Old Feeling) jako Rowena
- Three Lives of Karen (1997) jako Karen Winthrop/Emily Riggs/Cindy Last
- Medusa's Child (1997) jako Vivian Henry
- Spacer po Egipcie (1999, Walking Across Egypt) jako Elaine Rigsbee
- Roszada serc (1999, Two Of Hearts) jako Moly Saunders
- Boski żigolo (1999, Deuce Bigalow: Male Gigolo) jako Claire
- Sleep Easy, Hutch Rimes (2000) jako Olivia Wise
- Another Woman's Husband (2000) jako Susan Miller
- Out of Sync (2000) jako Maggie Stanley
- Zawód negocjator (2001, The Hostage Negotiator) jako Theresa Foley
- Detektyw Monk (pilot) (2002, Monk) jako Miranda St. Claire
- American Dreams (2002–2005) jako Helen Pryor (1997)
- Detektyw Monk (2002, Monk) jako Miranda St. Claire
- Do siedmiu razy sztuka (2003, Lucky 7) jako Rachel Myer
- Sex & the Single Mom (2003) jako Jess Gradwell
- Ranczo nadziei (2004, Hope Ranch) jako June Andersen
- The Sure Hand of God (2004) jako Molly Bowser
- Tricks (2004) jako Jane
- Specjalistki (2005, Hot Properties) jako Ava Summerlin
- More Sex & the Single Mom (2005) jako Jess Gradwell
- Hidden Palms (2006)
- Gwiazdka z nieba (2007)
- Gotowe na wszystko (2008) jako Anne Schilling